# 사회공학 (보안)
사회공학(社會工學, 영어: social engineering)은 보안학적 측면에서 기술적인 방법이 아닌 사람들 간의 기본적인 신뢰를 기반으로 사람을 속여 비밀 정보를 획득하는 기법을 일컫는다.

## 신뢰 기반의 해킹
컴퓨터 보안에서 인간 상호 작용의 깊은 신뢰를 바탕으로 사람들을 속여 정상 보안 절차를 깨트리기 위한 비기술적 침입 수단. 우선 통신망 보안 정보에 접근 권한이 있는 담당자와 신뢰를 쌓고 전화나 이메일을 통해 그들의 약점과 도움을 이용하는 것이다. 일반적이 사회공학적 기술에는 상대방의 자만심이나 권한을 이용하는 것, 정보의 가치를 몰라서 보안을 소홀히 하는 무능에 의존하는 것과 도청 등이 있다. 이 수단을 이용하여 시스템 접근 코드와 비밀번호를 알아내 시스템에 침입하는 것으로 물리적, 네트워크 및 시스템 보안에 못지 않게 인간적 보안이 중요하다.

## 같이 보기
- 피싱
- 크래킹
- 케빈 미트닉
- 컴퓨터 보안